# Sebastião Barradas
Pour les articles homonymes, voir Barradas.
Sebastião Barradas, né vers 1543 à Lisbonne (Portugal) et décédé le 14 avril 1615 à Coimbra (Portugal), est un prêtre jésuite portugais, exégète, professeur d'Écriture sainte et prédicateur de renom.

## Biographie
Né à Lisbonne en 1542 ou 1543, le jeune Sébastien est admis dans la Compagnie de Jésus le 8 septembre 1558 et fait son noviciat à Lisbonne. Il étudie la philosophie (1559-1563) à Coimbra et la théologie (1569-1573) à l'université d'Évora, avec un intervalle d'enseignement de la rhétorique (1563-1568) au Collège Saint-Antoine, à Lisbonne. Il est ordonné prêtre à Evora en 1572.
Doué pour l'éloquence sacrée, le père Barradas est prédicateur à Coimbra et à Évora (1572-1575), alternant la prédication avec l'enseignement de la théologie. En 1575, il commence à donner un cours de philosophie au 'Colégio das Artes' (à Coimbra), mais doit l'interrompre avant la fin de la deuxième année pour des raisons de santé. Remis de sa maladie, il se tourne vers les études bibliques. Il obtient un doctorat en théologie (1582) à l'université d'Évora et devient chancelier. Il enseigne l'Écriture Sainte à Évora (1578-1590) et au 'Colégio de Jesús' à Coimbra (1590-1593). Il dirigea de nombreuses missions populaires qui portèrent du fruit, notamment celle qu'il prêcha dans le diocèse de Guarda durant le carême 1594.

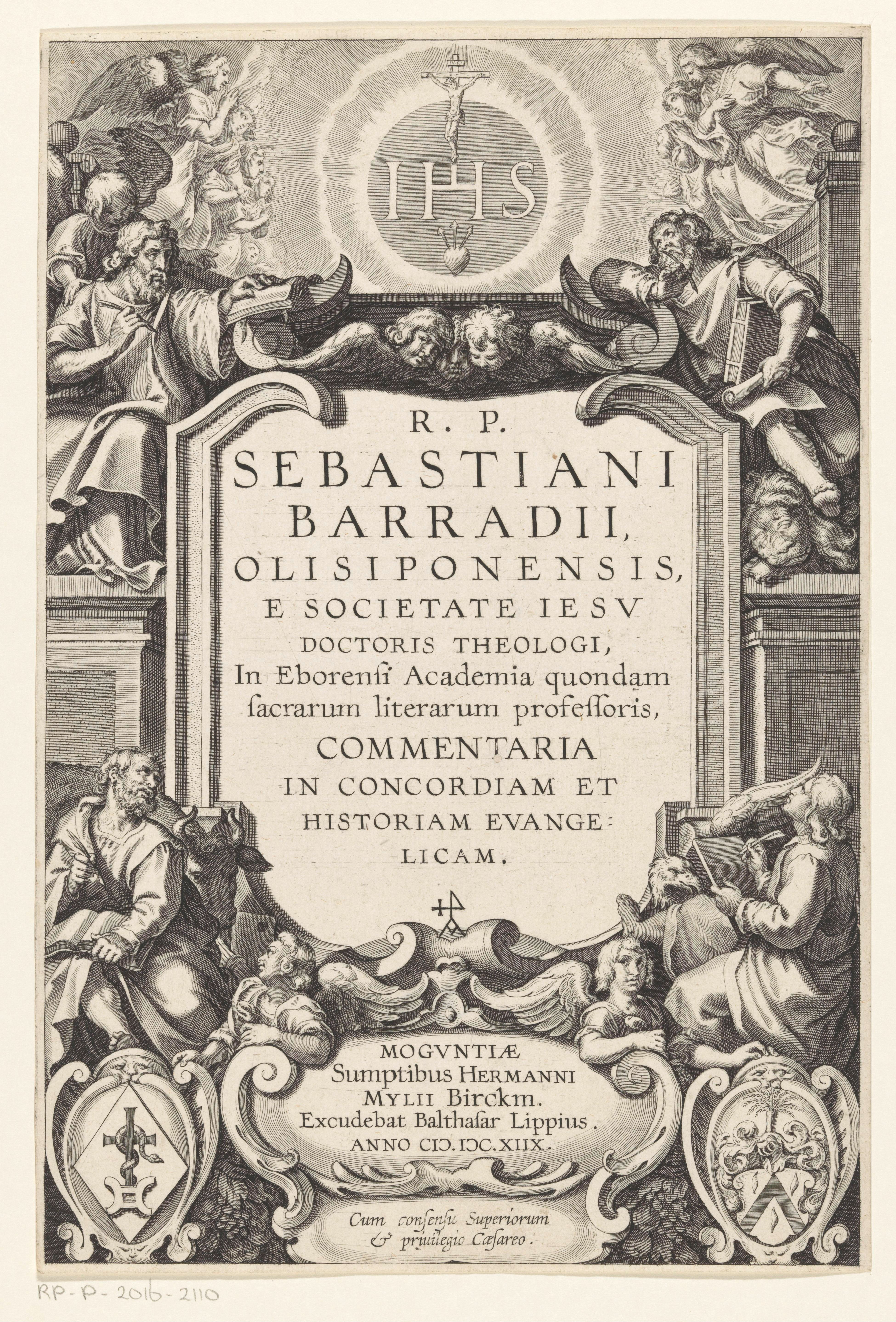
Sebastiani Barradii Olisiponensis e societate Iesu Commentaria in concordiam et historiam Euangelicam, Mainz, Lipp, Balthasar, 1618.

Outre son enseignement, il était connu pour ses commentaires sur la concorde et l'histoire évangélique, où il fait montre d'une vaste érudition, ses applications morales et la solidité de ses interprétations bibliques, basée sur une bonne connaissance des textes grecs et hébreux. Le bibliste de Louvain Cornelius a Lapide ainsi que d'autres (François-Xavier de Feller) le citent et le louent fréquemment.
Le père Barradas exerça le ministère de la prédication avec tant de zèle, qu’il mérita d’être appelé l’'apôtre du Portugal'. Il mourut saintement le 14 avril 1615, à Coimbra.

## Écrits
Ses ouvrages furent publiés en 4 vol. in-fol., Anvers, 1617, et Cologne, 1620. On estime surtout les deux suivants : Commentaria in concordiam et historiam evangelicam, et Itinerarium filiorum Israel ex Ægypto in terram repromissionis. Ce dernier fut imprimé séparément, à Paris, en 1620, in-fol.